# Matrifágia
A matrifágia a latin mater (azaz anya), valamint a latin phagus (azaz evő) szóból eredeztethető. A matrifágia az anyának a leszármazója által való elfogyasztását jelenti, amely viselkedésmód általában az egyes fajok új egyedeinek születésétől számított első hetekben figyelhető meg egyes rovarok, álskorpiók, pókok, fonálférgek, lábatlan kétéltűek, valamint kétéltűek esetében.
A matrifágiát folytató élőlények közül jelenleg egy sivatagban élő pókfaj, a Stegodyphus lineatus egyedeiről rendelkezünk a legtöbb információval.
A szülői gondoskodás számos állatrendszeri csoportban számtalanszor fejlődött. A matrifágia, mint a szülői gondoskodás szélsőséges példája, számos társas fajnál, szubszociális fajnál, sőt még magányos pókoknál is jelen van. Sok fajnál az anyák vagy az utódaik jelenlétében, vagy röviddel szétszóródása után pusztulnak el, de meglepő módon a matrifágia ritka. A matrifágia megfelelő időzítése gyakran kifinomult kommunikációt igényel az anyák és az utódok között, és ez magyarázhatja az ellátás ezen módszerének ritka jellegét.